# Ausschlussurteil
Das Ausschlussurteil war in Deutschland eine richterliche Endentscheidung im Aufgebotsverfahren und bis zum Inkrafttreten des  FamFG zum 1. September 2009 eine besondere Form des Gestaltungsurteils nach dem deutschen Zivilprozessrecht.

## Bedeutung und Verfahren
Das Ausschlussurteil erging im Aufgebotsverfahren nach §§ 946 bis 1024, § 925 ZPO in der vor dem 1. September 2009 geltenden Fassung. Es wurde in öffentlicher Sitzung durch den zuständigen Amtsrichter erlassen.
Wer sich auf Rechte beruft, benötigt in bestimmten Fällen dafür eine Urkunde, in der das Recht verbrieft ist. Geht die Urkunde verloren, bedeutet dies für den Rechtsinhaber, dass er sein Recht nicht mehr durchsetzen kann. Wollte der Rechtsinhaber vermeiden, dass ein unbefugter Dritter das diesem nicht zustehende Recht geltend machte, indem er sich auf die in seinen Händen befindliche Urkunde berief, konnte er ein Aufgebotsverfahren beantragen (§ 947 ZPO a.F.). Das Aufgebotsverfahren endete mit dem Ausschlussurteil. Der Richter erklärte mit dieser Entscheidung die Urkunde für kraftlos (§ 1017 ZPO a.F.) und beseitigte damit deren Legitimationswirkung.
Mängel der Urkunde konnten durch das Ausschlussurteil jedoch nicht geheilt werden, denn ansonsten hätten aus dem Urteil mehr Rechte abgeleitet werden können als aus der für kraftlos erklärten Urkunde.
Gegen das Ausschlussurteil fand ein Rechtsmittel nicht statt (§ 957 Abs. 1 ZPO a.F.). Eine Wiederaufnahmeklage war nicht statthaft. Vielmehr wurde durch § 957 Abs. 2 ZPO a.F. der spezifische Rechtsbehelf der Anfechtungsklage eröffnet, in der der Kläger bestimmte Anfechtungsgründe geltend machen musste (§ 957 Abs. 2 Nr. 1 bis 6 ZPO a.F.)

## Ausschließungsbeschluss
An die Stelle des Ausschlussurteils ist zum 1. September 2009 der Ausschließungsbeschluss im Verfahren nach den §§ 433 ff.  FamFG getreten. Funktionell zuständig ist der Rechtspfleger (§ 3 Abs. 1 Nr. 1c RPflG).
Gegen den Beschluss ist der Rechtsbehelf der Beschwerde nach den allgemeinen Regelungen der § 58 ff. FamFG eröffnet. Des Weiteren ist abweichend vom bisherigen Recht ein Antrag auf  Wiederaufnahme des Verfahrens zulässig; eine Eingrenzung der Wiederaufnahme auf bestimmte Gründe wie die Anfechtungsgründe nach § 957 Abs. 2 ZPO ist entfallen.